# 藤原宗継
藤原 宗継（ふじわら の むねつぐ、生没年不詳）は、奈良時代の貴族。名は宗嗣とも記される。藤原式家、参議・藤原蔵下麻呂の子。官位は従五位上・伊勢守。

## 経歴
光仁朝末の宝亀11年（780年）従五位下・伊勢介に叙任される。
桓武朝に入ると、延暦4年（785年）正月に中衛少将として京官に任ぜられるが、同年7月には因幡守として再び地方官に転じ、翌延暦5年（786年）伊勢守に遷った。延暦6年（787年）従五位上に至る。

## 官歴
『続日本紀』による。
- 時期不詳：正六位上
- 宝亀11年（780年） 正月7日：従五位下。3月17日：伊勢介
- 延暦4年（785年） 正月15日：中衛少将。7月29日：因幡守
- 延暦5年（786年） 正月24日：伊勢守
- 延暦6年（787年） 正月7日：従五位上